# جورج كلارك (لاعب كرة قاعدة أمريكي)
جورج كلارك (بالإنجليزية: George Myron Clark)‏ هو لاعب كرة قاعدة أمريكي، ولد في 19 مايو 1891 في سميثلاند في الولايات المتحدة، وتوفي في 14 نوفمبر 1940 في سيوكس سيتي في الولايات المتحدة.

## وصلات خارجية
- جورج كلارك (لاعب كرة قاعدة أمريكي) على موقعبيزبول رفرنس.كوم (الدوري الرئيسي) (الإنجليزية)
- جورج كلارك (لاعب كرة قاعدة أمريكي) على موقعبيزبول رفرنس.كوم (الدوري الثانوي) (الإنجليزية)